# Первенство СССР между командами союзных республик по шахматам 1958
Первенство СССР между командами союзных республик по шахматам 1958 — 5-е первенство.
Впервые в истории командных чемпионатов страны сборные республик были разделены на 2 класса. Распределение было сделано на основании итогов аналогичного турнира 1955 г.
Игра велась на 10 досках. В состав каждой команды входили 6 мужчин (+ 1 запасной), 1 юноша, 2 женщины, 1 девушка. Запасной мог заменить любого участника на мужской доске.

## Итоговые результаты

### Класс «А»
Турнир высшего дивизиона проходил в Вильнюсе с 3 по 16 июля. На старт вышли 9 команд. Сборные Москвы, Ленинграда и РСФСР значительно обогнали конкурентов. Сборная Москвы прошла турнир ровнее конкурентов. Москвичи завершили вничью матч с ленинградцами, добились минимальной победы в поединке с шахматистами РСФСР, сумели, хотя и не без проблем, выиграть все остальные матчи. В итоге команда Москвы на 3 очка обошла своих конкурентов. Команды Ленинграда и РСФСР набрали одинаковое количество очков. Сборная Ленинграда выиграла больше матчей, поэтому ей были вручены серебряные медали.
|   | Участник        | 1  | 2  | 3  | 4  | 5  | 6  | 7  | 8  | 9  |  | Очки | Место |  | № по жр. |
| - | --------------- | -- | -- | -- | -- | -- | -- | -- | -- | -- |  | ---- | ----- |  | -------- |
| 1 | Москва          |    | 5  | 5½ | 5½ | 7  | 7½ | 7½ | 5½ | 9  |  | 52½  | 1     |  | 2        |
| 2 | Ленинград       | 5  |    | 5½ | 5½ | 6½ | 7  | 6  | 7½ | 6½ |  | 49½  | 2—3*  |  | 3        |
| 3 | РСФСР           | 4½ | 4½ |    | 7  | 7½ | 6  | 5  | 7½ | 7½ |  | 49½  | 2—3   |  | 1        |
| 4 | Эстонская ССР   | 4½ | 4½ | 3  |    | 5  | 5½ | 4  | 5½ | 7  |  | 39   | 4     |  | 4        |
| 5 | Украинская ССР  | 3  | 3½ | 2½ | 5  |    | 4½ | 6  | 6  | 7  |  | 37½  | 5     |  | 8        |
| 6 | Белорусская ССР | 2½ | 3  | 4  | 4½ | 5½ |    | 5½ | 6  | 6  |  | 37   | 6—7   |  | 5        |
| 7 | Литовская ССР   | 2½ | 4  | 5  | 6  | 4  | 4½ |    | 5½ | 5½ |  | 37   | 6—7   |  | 7        |
| 8 | Грузинская ССР  | 4½ | 2½ | 2½ | 4½ | 4  | 4  | 4½ |    | 6  |  | 32½  | 8     |  | 9        |
| 9 | Латвийская ССР  | 1  | 3½ | 2½ | 3  | 3  | 4  | 4½ | 4  |    |  | 25   | 9     |  | 6        |

### Составы команд

#### Москва
Бронштейн, Петросян, Авербах, Васюков, Симагин, Хасин, Антошин (запасной), Аношин, Быкова, Игнатьева, Колотий

#### Ленинград
Корчной, Тайманов, Толуш, Фурман, Оснос, Копылов, Шишкин, Вольперт, Руденко, Дмитриева

#### РСФСР
Нежметдинов, Полугаевский, Лутиков, Крогиус, Тарасов, Шамкович, Иливицкий (запасной), Ходос, Борисенко, Гурфинкель, Тимофеева

#### Эстонская ССР
Керес, Ууси, Рандвийр, Питксаар, Микков, Виллард, Луйк (запасной), Этрук, Роотаре, Куре, Раннику

#### Украинская ССР
Геллер, Банник, Сахаров, Шияновский, Зурахов, Н. Левин, Замиховский (запасной), Савон, Русинкевич, Якир, Хуберашвили

#### Белорусская ССР
Болеславский, Суэтин, Вересов, Сокольский, Сайгин, Ройзман, Шагалович (запасной), Литвинов, Зворыкина, Скегина, Арчакова

#### Литовская ССР
Холмов, Микенас, Чукаев, Вистанецкис, Баршаускас, Маслов, Вишомирскис (запасной), В. Карлсон, Картанайте, Каушилайте, Степанавичюте

#### Грузинская ССР
Шишов, Благидзе, Ломая, Мачавариани, Калатозишвили, Демурия, Джаноев, Тогонидзе, Какабадзе, Гаприндашвили

#### Латвийская ССР
Зильбер, Клявиньш, Петерсон, Пасман, Клован, Кампенусс, Солманис (запасной), Луцкан, Нахимовская, Лауберте, Дзените

### Лучшие индивидуальные результаты
Р. Д. Холмов получил специальный приз газеты «Тиеса» за победу на 1-й доске. Ему же был вручен приз газеты «Советская Литва» за лучший результат среди литовских шахматистов. Специальный приз газеты «Спортас» был вручен Л. А. Полугаевскому за абсолютно лучший результат среди всех участников. Приз газеты «Червоный штандар» получила К. А. Зворыкина за лучший результат на 1-й женской доске. За победу на 2-й женской доске О. М. Игнатьева получила приз газеты «Яунимо грятос». Показавшие лучшие результаты на молодежных досках Р. Этрук и Н. Т. Гаприндашвили получили призы газеты «Комъяунимо тиеса». Лучший результат среди запасных участников показал москвич В. С. Антошин (4 из 5).
1. Холмов (Литовская ССР)
2. Полугаевский (РСФСР) — 6½ из 8
3. Толуш (Ленинград)
4. Фурман (Ленинград)
5. Симагин (Москва)
6. Хасин (Москва)
7. Этрук (Эстонская ССР)
8. Зворыкина (Белорусская ССР) — 6 из 8
9. Игнатьева (Москва)
10. Гаприндашвили (Грузинская ССР).

### Класс «Б»
Турнир проходил в Сталинабаде с 16 по 28 октября.
Команды Азербайджанской и Узбекской ССР значительно обошли конкурентов. Решающей в борьбе за победу в турнире стала личная встреча этих команд, в которой азербайджанцы добились победы с перевесом в 3 очка.
|   | Участник            | 1  | 2  | 3  | 4  | 5  | 6  | 7  | 8  |  | Очки | Место |
| - | ------------------- | -- | -- | -- | -- | -- | -- | -- | -- |  | ---- | ----- |
| 1 | Азербайджанская ССР |    | 6½ | 7  | 6½ | 6½ | 6½ | 6½ | 7½ |  | 47   | 1     |
| 2 | Узбекская ССР       | 3½ |    | 6½ | 5½ | 8½ | 6½ | 7  | 7½ |  | 45   | 2     |
| 3 | Казахская ССР       | 3  | 3½ |    | 5  | 6  | 7  | 6  | 6  |  | 36½  | 3     |
| 4 | Армянская ССР       | 3½ | 4½ | 5  |    | 5½ | 4½ | 4  | 6½ |  | 33½  | 4     |
| 5 | Киргизская ССР      | 3½ | 1½ | 4  | 4½ |    | 6  | 8  | 5½ |  | 33   | 5     |
| 6 | Молдавская ССР      | 3½ | 3½ | 3  | 5½ | 4  |    | 4½ | 6½ |  | 30½  | 6     |
| 7 | Таджикская ССР      | 3½ | 3  | 4  | 6  | 2  | 5½ |    | 5  |  | 29   | 7     |
| 8 | Туркменская ССР     | 2½ | 2½ | 4  | 3½ | 4½ | 3½ | 5  |    |  | 25½  | 8     |

### Составы команд

#### Азербайджанская ССР
Халибейли, Абакаров, Багиров, Сардаров, Амирханов, Багдатьев, Павленко, Затуловская, Горбулева, Аванесова

#### Узбекская ССР
Грушевский, Ф. Коган, Мухин, Мухитдинов, Дмитрук, Никитина

#### Казахская ССР
Каталымов, Голяк, Мордкович

#### Армянская ССР
Мнацаканян, Захарян, Мокацян, Татевосян, Демирханян

#### Киргизская ССР
Слепой, Крутихин, Мирошниченко, Н. Кудряшов

#### Молдавская ССР
Жуховицкий, Гитерман, И. Мосионжик, Нафталин

#### Таджикская ССР
Говбиндер, Н. Гусев, Усманов, Адашев

#### Туркменская ССР
Нурмамедов, Сеоев, Караджаев, Доктор

### Лучшие индивидуальные результаты
Абсолютно лучший результат среди всех участников показала Т. Я. Затуловская, выигравшая все 7 партий. Ей был вручен специальный приз Комитета по физкультуре и спорту Таджикской ССР. На 1-й доске победили А. В. Грушевский и Б. Н. Каталымов, набравшие по 6 из 7 и выигравшие все партии у мастеров С. М. Жуховицкого и С. А. Халилбейли. На 2-й доске по 5 из 7 набрали И. Г. Голяк и Р. Сеоев. Сеоев стал единственным в турнире перворазрядником, которому удалось выполнить норму кандидата в мастера спорта.